# Российская федерация го
Российская федерация го или РФГ — общероссийская общественная организация, являющаяся всероссийской спортивной федерацией по виду спорта го, в структуру которой входят региональные федерации по данному виду интеллектуального спорта. РФГ аккредитована Минспортом РФ и отвечает за развитие го на территории России, в частности за проведение Чемпионатов России по го и других крупных всероссийских соревнований.

## Информация об организации
Российская федерация го является правопреемницей организаций по го, существовавших в СССР и в России — Всероссийской секции Го (1984—1989), Федерации Го СССР (1989—1991), Российской федерации Го, Российской федерации Го (бадук) — до 2012 г. Устав РФГ был утверждён 6 июля 2002 года. РФГ имела официальную аккредитацию при Росспорте с 2003 года, а в настоящее время аккредитована при Минспорте РФ. Согласно уставу целью РФГ является популяризация игры го в России, усиление роли физической культуры и спорта в развитии личности. Одним из направлений работы является создание и поддержка региональных го-организаций и подразделений.
Ежегодно РФГ проводит Чемпионаты России по го (включая женский, юношеский, парный чемпионаты), Чемпионаты федеральных округов, Кубок России, а также всероссийские соревнования при поддержке азиатских посольств и консульств, такие как Кубок Генерального консула Японии, Кубок посла Японии и другие. Также РФГ обеспечивает пересчёт рейтингов российских игроков, ведёт учёт и присвоение спортивных разрядов и званий, а также  судейских категорий. РФГ является членом Международной федерации го и Европейской федерации го.

## Президенты РФГ
- Батуренко Владислав Викторович — Председатель Всероссийской секции Го при Госкомспорте РСФСР; 1984 — 19?? гг.
- Устинов Владимир Сергеевич — Исполняющий обязанности Председателя Всероссийской секции Го при Госкомспорте РСФСР; 19?? — 1991 гг.
- Асташкин Валерий Алексеевич — Президент федерации Го СССР 1989—1992 гг.
- Васильев Алексей Иванович — Президент Российской федерации Го 1991—1993 гг.
- Соловьёв Валерий Дмитриевич — Исполняющий обязанности Президента (1993 г.), Президент Российской федерации Го 1994—1997 гг.
- Успенский Сергей Алексеевич — Президент Российской федерации Го 1997—2002 гг.
- Гольцман Владимир Лазаревич — Президент Российской федерации Го 2002—2007 гг.
- Львов Сергей Михайлович — 2007—2012 гг.
- Волков Максим Аркадьевич — 2012 — н.в.[9][10]